# David Allen
David Allen (* 28. prosince 1945) patří k nejvýznamnějším osobnostem v oblasti produktivity práce a proslul jako autor time managementové metody Getting Things Done – GTD (v češtině Mít vše hotovo). Její principy shrnul ve stejnojmenné knize „Getting Thing Done: The Art of Stress-free Productivity“ (2001), která se stala bestsellerem – byla přeložena do více než 30 jazyků a prodalo se jí přes milion výtisků. Česky vyšla pod názvem „Mít vše hotovo: Jak zvládnout práci i život a cítit se při tom dobře“ (Jan Melvil Publishing, 2008).

## Kariéra
Vyrůstal ve Shreveportu v Louisianě, studoval New College v Sarasotě na Floridě a Kalifornskou univerzitu v Berkeley (absolventská práce z amerických dějin). Sám sebe charakterizuje jako nejlínějšího člověka na světě a tvrdí, že do svých 35 let údajně vystřídal 35 profesí. Živil se mimo jiné jako iluzionista, obchodní cestující, cvičitel karate (vlastní černý pás), distributor vitamínů, manažer zahradnické firmy, benzínky či cestovní kanceláře a později jako instruktor osobního rozvoje. Na začátku 80. let pomáhal vytvořit program pro manažery firmy Lockheed. Tehdy také začal formovat své principy pro řízení osobní produktivity. Dnes je prezidentem firmy David Allen & Co, která nabízí semináře a produkty týkající se produktivity práce. Se svou čtvrtou ženou Kathryn žije v kalifornském Ojai.

## Getting Things Done
Getting Things Done (GTD) patří mezi metody organizace práce. Není to klasická time managementová metoda, orientuje se především na kroky spojené s řízením pracovního procesu a její hlavní přínos spočívá v tom, že učí člověka uvolnit mysl a vytvořit si důvěryhodný externí systém různých seznamů, který mu umožní soustředit se na provedení jednoho úkolu.

## Allenovy knihy
- „Getting Things Done: The Art of Stress-free Productivity“ (2001) – „Mít vše hotovo: Jak zvládnout práci a život a cítit se při tom dobře“ (2008) ukazuje, jak se vyhnout typickým chybám při zvládání stavu, který většina z nás nazývá „nestíhám“. David Allen v ní vysvětluje, jak si rozdělit velký, zdánlivě neohraničený úkol na menší, konkrétní kroky, po nichž zůstávají viditelné výsledky. Učí, jak přesně pojmenovat činnost, které se můžeme v daném okamžiku věnovat. Vysvětluje, jak si přirozeně vytvářet jednoduchý plán práce, která člověka nebude stresovat. V pracovním procesu řízeném metodou GTD přestávají jednotlivé úkoly „viset ve vzduchu“ a každý člen týmu přesně ví, za jakou část práce zodpovídá.
- „Ready For Anything: 52 Productivity Principles“ (2003) – praktické rady pro každodenní situace ukotvené v metodě GTD.
- „Making It All Work: Winning at the Game of Work and the Business of Life“ (2008), česky „Aby vše klapalo: Jak hravě zvládat pracovní a životní výzvy“ (2009) přináší rozvinutí a prohloubení Allenových myšlenek a řadu praktických příkladů, které autor získal během své praxe kouče od roku 2001, kdy vyšla jeho první kniha. Allen svou metodu upřesňuje a rozvíjí, nově se věnuje i naplňování životních cílů a hledání perspektiv.